# 塞沃利亚
塞沃利亚，是西班牙卡斯蒂利亚-拉曼恰托莱多省的一个市镇。总面积37平方公里，总人口2978人（2001年），人口密度80人/平方公里。